# Pressurisation (aérospatial)
La pressurisation de la cabine d'un avion permet le vol à haute altitude en évitant les risques physiologiques liés à la baisse de la pression atmosphérique, aux variations de pression en montée ou en descente ainsi qu'à la diminution du taux d'oxygène. Elle permet de créer un environnement sûr et confortable pour l'équipage et les passagers.
La pressurisation nécessite une cabine étanche capable de résister à la différence de pression entre l'intérieur et l'extérieur. Le problème est plus accentué sur un avion de ligne en raison du diamètre important du fuselage et de la quantité d'air à traiter. Le système de pressurisation fait partie des servitudes de bord et inclut le contrôle de la température et du taux d'oxygène.
Les avions propulsés par moteur à pistons utilisaient un compresseur électrique. Depuis les années 1960 la grande majorité des avions volant à haute altitude est propulsée par réacteur ou turbopropulseur ; l'air est généralement prélevé au niveau du compresseur et introduit en cabine après refroidissement, humidification et mélange avec l'air intérieur purifié et recyclé. En 2009 la solution du compresseur électrique réapparaît pour réduire le risque de prélèvement d'air vicié dans le moteur.

## Nécessité de pressuriser la cabine
Les avions militaires ont utilisé la haute altitude et une grande vitesse ascensionnelle pour obtenir un avantage tactique en combat ou pour éviter d'être atteints par les systèmes de défense sol-air. Les avions de transport, militaires ou civils, ont volé à haute altitude pour franchir les obstacles naturels et s'affranchir des phénomènes météorologiques plus fréquents en basse atmosphère. L'avènement du réacteur à haute altitude, voire très haute altitude, a permis d'améliorer le rendement des moteurs et d'utiliser les courants aériens.
À ces altitudes la diminution de la pression atmosphérique et celle du taux d'oxygène entraînent des risques physiologiques tels que :
- Barotraumatisme : très fréquent, il se manifeste par une douleur au niveau du tympan perçue en montée ou descente si la variation de pression dans l'oreille interne est plus lente que celle de la cabine. La consommation de boisson gazeuse peut entraîner des effets de ballonnements par dilatation de la paroi gastrique ou intestinale ;
- Hypoxie : sous-alimentation des tissus en oxygène par exposition prolongée en atmosphère raréfiée ;
- Mal aigu des montagnes : maux liés à la rapidité de l'ascension ;
- Accident de décompression : embolie gazeuse liée à la diminution de la pression ;

L'article sur la médecine aéronautique détaille ces risques qui affectent la santé et la capacité de l'équipage à assurer ses fonctions ainsi que la santé et le confort des passagers, d'autant que ces derniers ne bénéficient d'aucun entraînement et peuvent être en mauvaise condition physique.
On estime que la pressurisation devient nécessaire pour les vols à une altitude supérieure à 3 810 m (12 500 ft) ; elle est obligatoire au-dessus de 4 572 m (15 000 ft). Pour les avions civils la règlementation actuelle impose le maintien d'une altitude-cabine maximale de 2 438 m (8 000 ft) lorsque l'avion vole à son altitude de croisière maximale.
Sur les avions militaires dont l'équipage est réduit et stationnaire, il est possible d'utiliser des combinaisons pressurisées et des masques à oxygène. Sur les avions de transport, il est nécessaire de pressuriser la cabine pour permettre les déplacements et un plus grand confort. La pressurisation est également nécessaire en soute pour éviter les fuites ou l'éclatement de certaines catégories de fret.

## Altitude-cabine

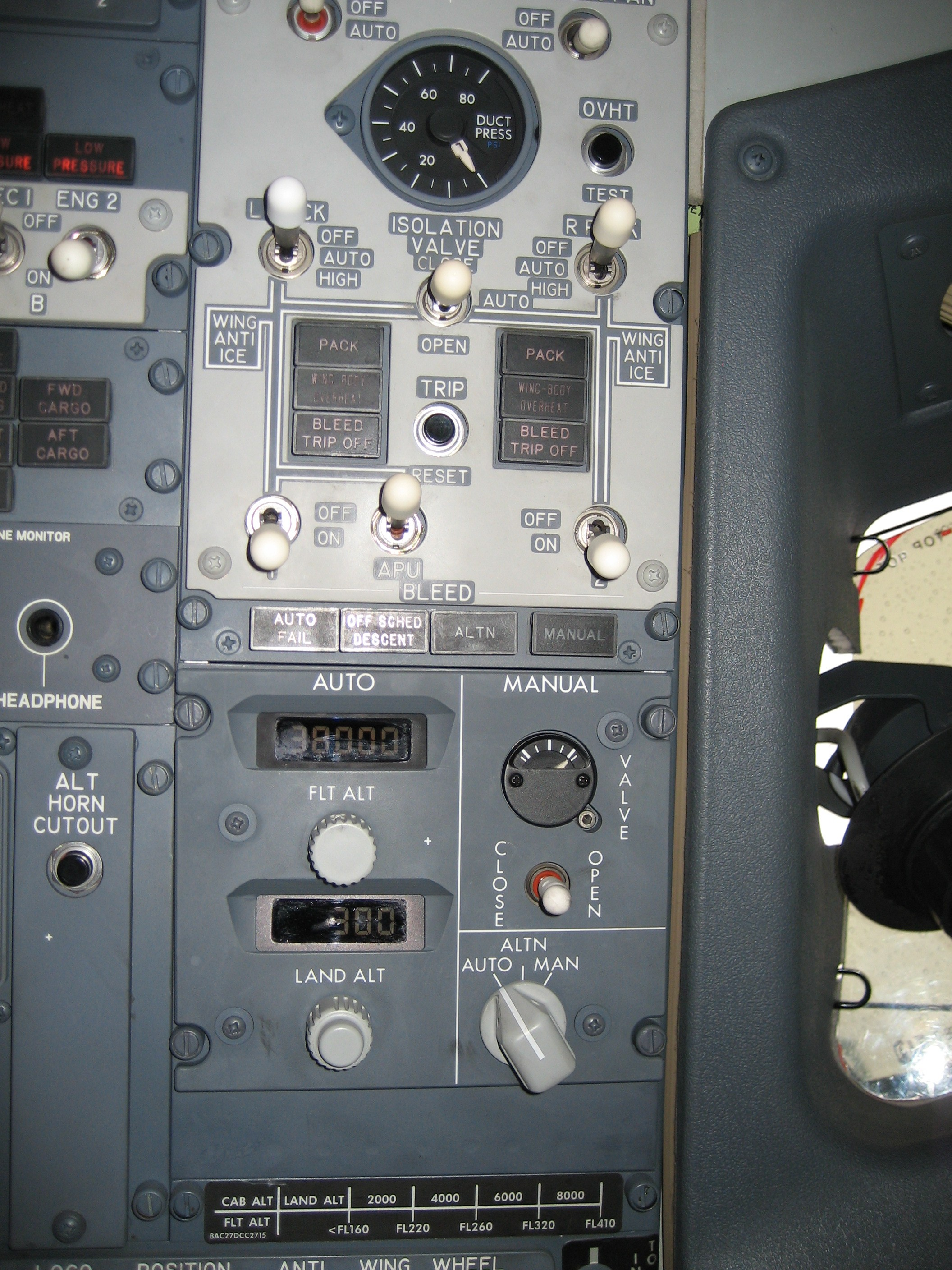
Panneau de commande de pressurisation sur un Boeing 737-800

L'altitude-cabine est une expression technique définie comme étant l'altitude équivalente en atmosphère standard à laquelle on retrouverait la même pression que dans la cabine.
Le choix de l'altitude-cabine de référence est une contrainte imposée par le constructeur et résulte d'un compromis entre le confort des passagers et les problèmes structuraux liés à la pression différentielle entre l'intérieur et l'extérieur de la cabine. L'équipage contrôle ces deux paramètres sur un instrument mesurant l'altitude-cabine et la pression différentielle.
Dans un avion de ligne la pression décroit progressivement pendant la montée jusqu'à une altitude-cabine de 2 500 m (8 202 ft) environ. Elle est ensuite maintenue pendant tout le vol.
Sur un avion tel que le Boeing 767, conçu dans les années 1980 et relativement ancien l'altitude-cabine est fixée à 2 100 m (6 890 ft) en vol de croisière à 12 000 m (39 370 ft). Sur les avions plus récents tels que l'Airbus A380, conçu 20 ans plus tard, l'altitude-cabine est de 1 850 m (6 070 ft) en croisière à 12 500 m (41 010 ft). Cette réduction permet d'augmenter le confort des passagers et de diminuer les risques physiologiques.
Jusqu'en 1996 les conditions de certification des avions de ligne n'incluaient pas de règlementation particulière pour le maintien de la pressurisation à haute altitude. Depuis cette date, la règlementation inclut des valeurs de pression à maintenir en cas de défaillance du système de pressurisation. L'altitude-cabine ne doit pas être supérieure à 7 600 m (24 934 ft) en vol à 12 000 m (39 370 ft) pendant plus de 2 min et ne doit pas être supérieure à 4 500 m (14 764 ft) en vol à 7 600 m (24 934 ft) pendant plus de 7 min. Cette contrainte dimensionne les systèmes de pressurisation mais influe aussi sur des éléments tels que la taille des hublots.

## Technique de pressurisation
Pour que la pressurisation puisse être assurée, le fuselage doit être étanche. Une partie de l'air prélevé au niveau du compresseur pour alimenter divers systèmes pneumatiques en fonction de la phase de vol est utilisée pour assurer la pressurisation et le conditionnement d'air.
L'air haute pression du compresseur est à une température de l'ordre de 200 °C. Il passe par un échangeur pour être refroidi, humidifié puis mêlé à de l'air recyclé. L'ensemble de ces opérations est automatisé et commandé par un panneau dédié.

Le prélèvement d'air est effectué sur au moins deux moteurs afin d'assurer la redondance de la fonction et réduire les risques de panne. De plus l'APU peut être utilisé en cas de panne totale des moteurs.

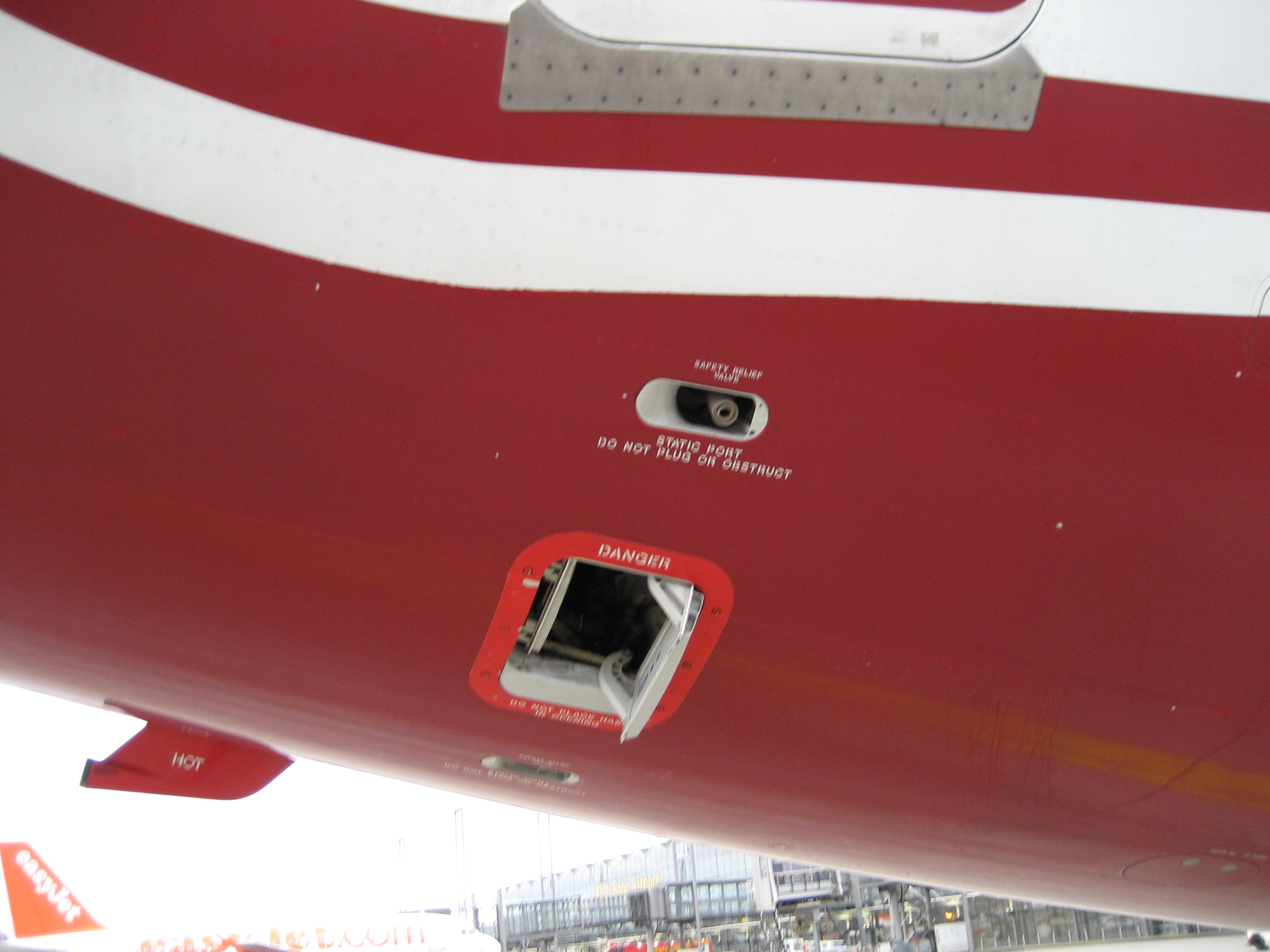
Soupape permettant l'évacuation de l'air pressurisé non recyclé sur un Boeing 737-800

L'air non recyclé est éjecté à l'extérieur via une valve généralement située à l'arrière de l'avion. Ouverte au sol, proche de la fermeture en vol, cette valve permet de conserver la pression interne dans les limites de pression différentielle tolérées par la structure. La cellule est calculée pour supporter une pression différentielle de l'ordre de 8 pour les avions relativement anciens tels que le Boeing 737 ou l'Airbus A 300 qui volent à moins de 12 192 m (40 000 ft), de l'ordre de 9 pour les avions plus récents et 10 pour le Boeing 787, l'Airbus A 380 ainsi que le Concorde qui volait à 18 288 m (60 000 ft). Le volume à pressuriser varie de 250 m3 pour un avion mono-couloir à 1 000 m3 pour un bi-couloir et 1 700 m3 pour un deux-ponts. 
Certains appareils, tels que le Boeing 787 Dreamliner, ont réintroduit le compresseur électrique précédemment utilisé sur les moteurs à piston des avions de ligne pour fournir l'air pressurisé. Cette technologie nécessite de produire plus d'électricité ; par contre elle simplifie la conception du moteur, élimine une grande partie de la tuyauterie haute-pression et surtout évite le risque d'introduire de l'air contaminé par le moteur.

### Sécurités

#### Sécurité contre la surpression
Des soupapes de surpression protègent l'appareil contre les effets d'une pression excessive.

#### Sécurité contre la pression inverse
Des soupapes de sécurité s'ouvrent si la pression externe est supérieure à la pression cabine. 

#### Protection contre l'effondrement du plancher
L'accident du Vol 981 Turkish Airlines a fait prendre conscience des conséquences d'une dépressurisation brutale de la soute. Afin d'éviter l'apparition d'une pression différentielle de part et d'autre du plancher cabine, des modifications ont été apportées pour que l'air puisse s'échapper rapidement depuis la cabine vers les soutes, suivant en cela la recommandation A 92-98 de la commission d'enquête.

## Décompression accidentelle
La décompression accidentelle est l'incapacité de maintenir l'altitude-cabine choisie. Sur le plan technique elle peut résulter soit d'un dysfonctionnement des équipements de pressurisation, soit de dommages causés à la structure (défaillance non-contenue d'un moteur, perte d'un hublot ou d'un pare-brise, ouverture porte de soute, défaut structurel…). Sur le plan physiologique on distingue la décompression explosive, cas où la décompression des poumons est plus lente que la décompression cabine, et la décompression rapide. La décompression lente peut entraîner la perte de conscience de l'équipage par hypoxie si celui-ci ne porte pas de masque. Une décompression due à un accident structurel peut entraîner l'expulsion d'une personne si elle est proche de l'ouverture.
Une panne de pressurisation de la cabine au-dessus 10 000 pieds (3 048 m) nécessite une descente d'urgence à 2 438 m (8 000 ft) ou à l'altitude la plus proche de l'Altitude Minimale de Sécurité (MSA), et le déploiement d'un masque à oxygène pour chaque siège. Les masques sont libérés en cabine par une commande au cockpit, ou automatiquement dès que l'altitude-cabine dépasse 14 000 ft (4 200 m). Tirer sur un masque ouvre son alimentation en oxygène. 
L'équipage de conduite dispose de masques à pose rapide : saisir d'une main les oreillettes rouges et extraire le masque : la pression du gaz gonfle les sangles de maintien élastiques, facilitant la mise en place ; positionner le masque sur le visage, les sangles entourant la tête, et relâcher : les sangles élastiques, libérées de la pression, se resserrent.
Les systèmes d'oxygène sont calculés pour donner aux pilotes le temps de descendre au-dessous de 2 438 m (8 000 ft) tout en alimentant les masques des passagers. 

### Accidents
Depuis 1954, date de l'accident du premier De Havilland Comet 1, on décompte une cinquantaine de cas de décompression explosive ayant trois causes principales : attentat, fatigue du métal, ouverture d'une porte de soute. Ces types d'évènements entraînent le plus souvent la perte totale de l'appareil.
Le cas du Vol 981 Turkish Airlines est représentatif de ce type d'accident.
Les accidents dus à une décompression lente sont impressionnants dans la mesure où l'équipage et les passagers perdent connaissance avant de constater un dysfonctionnement du système de pressurisation. L'avion peut alors continuer à voler en pilotage automatique jusqu'à épuisement du carburant.
Le cas du Vol 522 Helios Airways est représentatif de ce type d'accident.

## Historique
Le premier avion de ligne opérationnel à cabine pressurisée est le Boeing 307 Stratoliner, construit en 1938, avant la seconde Guerre Mondiale, seulement en dix exemplaires. Le fuselage est pressurisé jusqu'à une cloison étanche située en avant du stabilisateur horizontal.
Avions de ligne pressurisés remarquables :
- Renard R35 (1938 - prototype belge d'avion de ligne pressurisé commandé par la Sabena, s'est écrasé lors de son premier vol)
- Boeing 307 (1938 - premier avion de ligne pressurisé entré en service commercial, 10 exemplaires en service)
- Lockheed Constellation (1943 - premier avion de ligne pressurisé de grande série, construit en 856 exemplaires)
- Avro Tudor (1946 - premier avion de ligne britannique pressurisé)
- de Havilland Comet (1949 - premier avion de ligne à réaction)

La seconde Guerre mondiale est un catalyseur pour le développement d'un avion pressurisé. Les grands bombardiers pouvaient voler à haute altitude et la pressurisation était nécessaire pour permettre les déplacements de l'équipage en cabine.
Le Lockheed Constellation (1943) met la technologie au service de l'aviation civile dès l'après-guerre. Les avions de ligne sont propulsés par des moteurs à pistons et l'air pressurisé est fourni par un compresseur électrique. Cette technologie permet à des avions comme le Douglas DC-6, le Douglas DC-7, et le Constellation d'être certifiés pour le vol de croisière entre 7500 et 8400 m d'altitude. La conception d'un fuselage pressurisé dans cette gamme d'altitude était à la limite de l'ingénierie et des connaissances en métallurgie de l'époque. La mise en service d'avions de ligne à réaction entraîne une augmentation significative des altitudes de croisière de 30 000 pi (9 144 m) à 41 000 pi (12 496,8 m) , où les moteurs sont plus économes en carburant. La conception du fuselage doit alors être plus rigoureuse et ce problème n'a pas été complètement compris au départ.
Le premier avion de ligne à réaction au monde est le de Havilland Comet conçu au Royaume-Uni en 1949. C'est la première fois qu'un avion est prévu pour voler à une altitude de 36 000 pi (10 972,8 m) avec un fuselage pressurisé de grand diamètre et comportant des hublots. Le Comet est victime de deux catastrophes en 1954 entraînant la perte totale de l'appareil et des passagers et l'arrêt des vols. Une enquête approfondie permet de comprendre que la destruction du fuselage est due aux effets de la fatigue du métal et aux contraintes autour des hublots et des trous de rivet. Le fuselage est entièrement redessiné et l'avion poursuit sa carrière mais les enseignements profitent surtout au Boeing 707 qui deviendra le premier avion de ligne à réaction connaissant un succès commercial.
Le Concorde qui volait à une altitude particulièrement élevée de 60 000 pieds (18 288 m) tout en maintenant une altitude cabine de 6 000 pi (1 828,8 m) a dû faire face à des problèmes structuraux compliqués. Ce poids supplémentaire a contribué au coût élevé de l'heure de vol. Le Concorde était aussi équipé de hublots de petite taille afin de ralentir la vitesse de décompression en cas de rupture accidentelle. Les masques à oxygène nécessitaient aussi d'être alimentés en oxygène haute pression contrairement aux masques utilisés dans les avions plus classiques.
Les avions de ligne conçus récemment ont tendance à diminuer l'altitude cabine ce qui devrait réduire encore les risques physiologiques.